# Viteški redovi
Viteški redovi (lat. militaris ordo), duhovno-viteške zajednice nastale u srednjem vijeku u vrijeme križarskih ratova, koje su spajale ideale viteštva s ciljem zaštite hodočasnika ili liječenja ranjenika. Načela viteških redova temeljila su se na humanizmu, altruizmu, kršćanskom moralu, odnosno kršćanskoj tradiciji.
Prvi viteški redovi počinju se osnivati nakon Prvog križarskog rata (1096.-1099.) u Jeruzalemu i primarna zadaća bila im je širenje kršćanske vjere, ali ti su redovi zbog situacije na terenu uskoro počeli dobivati vojna obilježja te se aktivno uključuju u borbu protiv Arapa-muslimana, heretika i općenito neprijatelja kršćanstva, a ujedno su štitili hodočsnike na putovanju u Svetu zemlju i brinuli se o ranjenicima.

## Poznatiji viteški redovi
- Ivanovci (Malteški red, hospitalci), osnovani oko 1099. godine za vrijeme Prvog križarskog rata; djeluju i danas kao Suvereni viteški malteški red
- Red Svetoga Groba u Jeruzalemu, osnovali su ga augustinci oko 1100. godine i isprva je bio pod izravnim zapovjedništvom Godofreyja de Bouillona; djeluje i danas
- Templari (Red siromašnih vitezova Krista i Salomonova hrama, vitezovi templari, hramovnici), osnovani u Jeruzalemu 1118. ili 1119. godine nakon završetka Prvog križarskog rata; ukinuti 1312. godine
- Red svetog Lazara (Red sv. Lazara Jeruzalemskog, Braća gubavaca jeruzalemskih, lazariti), osnovani oko 1119. godine u Jeruzalemu u bolnici za gubavce; ukinut je 1572., ali neki su dijelovi djelovali do 1830. godine
- Teutonski viteški red (Teutonci, Njemački viteški red), osnovani kao njemački viteški red u Akri oko 1190. godine u vrijeme Trećeg križarskog rata; djeluje i danas
- Livonska braća mača, osnovani 1202. godine , ukinuti 1237. godine i spojili se s Teutonskim viteškim redom kao autonomni dio poznati kao Livonski red koji je djelovao do 1561. godine
- Red zmajskih vitezova, osnovao ga je Žigmund Luksemburški 1408. godine; prestao je djelovati krajem 15. stoljeća

## Vanjske poveznice
- Viteški redovi Hrvatska enciklopedija
- Viteški redovi Proleksis enciklopedija
- Međunarodna komisija za viteške redove i viteštvo